# Serradora de Sorpe
La Serradora de Sorpe és una obra d'Alt Àneu (Pallars Sobirà) inclosa a l'Inventari del Patrimoni Arquitectònic de Catalunya.

## Descripció
Les serradores eren estructures industrials que permetien serrar longitudinalment els troncs dels arbres gràcies a la força de l'aigua del riu. Aquests troncs es transformaven en bigues o taules que formaven part del panorama visual de la zona en construccions tant domèstiques com industrials. La serradora fou construïda en fusta dins d'una estructura de pedra seca per fer front al gran cabal d'aigua. La teulada és de fusta i a dos vessants, a l'interior es conserva el carro o bancada i a l'exterior veiem restes de troncs que probablement també formaven part de l'estructura de l'edifici.